# 科爾德斯普林斯 (內華達州瓦肖縣)
科爾德斯普林斯（英語：Cold Springs）是位於美國內華達州瓦肖縣的普查規定居民點。

## 人口
根據2020年美國人口普查的數據，科爾德斯普林斯的面積為22.69平方千米，皆為陸地。當地共有人口10153人，而人口密度為每平方千米447.47人。